# Fanares
Fanares é um lugar na vila de Algueirão-Mem Martins, na freguesia de mesmo nome. Fanares é lugar muito antigo, em tempos uma aldeia saloia. Nesta localidade encontra-se a estação ferroviária de Algueirão-Mem Martins, que levou à fixação de população vinda de outras regiões de Portugal devido principalmente ao êxodo rural do século XX, população esta que se tornou maioritária, tornando os saloios (nativos dessa região) minoritários. 
Fanares chegou a ser duas aldeias: Fanares de Cima e Fanares de Baixo. Na localidade, embora com a expansão urbana, restam vários edifícios históricos do tempo de aldeia saloia. 
Essa localidade possui várias zonas, tais como: Quinta do Butler, Chaby Pinheiro, Lírios, Tapada, Morés, Serra de Baixo, Marginal, Santo António, Antiga Praça(onde se realizava a antiga feira de Fanares, transferida para a Tapada das Mercês), Horta de Fanares, Estação/Gare, Azenha, Cima de Fanares, Moinhos de Fanares.
Em Fanares passa o Rio da Azenha, que se encontra encanado e passa por baixo da antiga praça indo para a zona da ponte dos comboios para se ligar à Ribeira das Lages. 
A maior parte da localidade encontra-se no lado sul da linha (erradamente chamada de Mem Martins já que esta localidade fica mais a sul) e uma pequena parte no lado norte(erradamente chamado de Algueirão, essa localidade é na realidade 2, Algueirão-Novo e Velho, ambas mais para norte).
Em Fanares localiza-se a Junta de Freguesia de Algueirão-Mem Martins.
Uma curiosidade de Fanares é que nesta localidade habitou o actor Chaby Pinheiro, na rua do moinho. 
1. ↑  https://www.jfamm.pt/historia.html
2. ↑  https://algueirao-memmartins.blogspot.com/2013/05/antes-e-depois-rua-horta-de-fanares.html#comment-form
3. ↑  https://algueirao-memmartins.blogspot.com/2017/05/actor-chaby-pinheiro.html

https://cintraseupovo.blogspot.com/2011/01/algueirao-mem-martins.html